# Aulacomerus enus
Aulacomerus enus – gatunek błonkówki z rodziny Pergidae.

## Taksonomia
Gatunek ten został opisany w 1990 przez Davida Smitha. Jako miejsce typowe podano obszar położony ok. 10 km (6 mil) na wschód od meksykańskiego miasta Cuernavaca. Holotypem była samica.

## Zasięg występowania
Ameryka Północna, znany z Meksyku, ze stanów Guerrero i Morelos w płd. części kraju.